# باشگاه فوتبال ویکتوریا ۱۸۸۹ برلین
باشگاه فوتبال ویکتوریا ۱۸۸۹ برلین که معمولاً به عنوان اف‌سی ویکتوریا ۱۸۸۹ برلین یا ویکتوریا برلین شناخته می‌شود، یک باشگاه فوتبال آلمانی است که در محل لایشترفلده (برلین) در ناحیه شتگلیتس-تسهلندورف شهر برلین واقع شده است. این باشگاه در ۱ ژوئیه ۲۰۱۳ از ادغام دو باشگاه ویکتوریا ۱۸۸۹ و لایشترفلده اف‌سی تشکیل شد. این باشگاه دارای بزرگ‌ترین بخش فوتبال در آلمان است. همچنین این باشگاه ۱۶۰۰ عضو فعال دارد.

## افتخارات

### منطقه ای
- لیگ منطقه‌ای شمال شرق (IV)
  - قهرمان: ۲۰۲۰–۲۱
- جام برلین (III–VII)
  - قهرمان: ۲۰۱۳–۱۴، ۲۰۱۸–۱۹، ۲۰۲۱–۲۲
  - نایب قهرمان: ۲۰۱۹–۲۰